# Trambélos
Trambélos (en grec ancien Τράμβηλος  / Trámbēlos) est un fils de Télamon de Salamine et d'une Troyenne Théanéra, demi-frère d'Ajax et de Teucros, parfois cité comme roi des Lélèges.

## Mythe
Sa mère Théanéra - troyenne à l'époque du roi Laomédon, soit avant la guerre de Troie chantée dans l'Iliade, est une captive attribuée à Télamon par Héraclès lors de son assaut contre Troie. Embarquée sur un navire à destination de la Grèce, elle échoue sur les rives de la ville de Milet, et elle met au monde Trambélos dans un bois. Ils seront recueillis par le roi de Milet Arion qui l'élève comme son propre fils et accueille sa mère,. 
Il courtise une certaine Apriate de l'île de Lesbos près de Troie ; elle ne lui renvoie pas son affection. Il décide de la conquérir par la ruse et la tromperie : tandis qu'en compagnie de jeunes servantes elle s’en va vers l’une des propriétés de son père, non loin de la mer, et il lui tend un guet-apens puis l’enlève. Elle se débat pour défendre sa virginité. Selon certaines sources, Trambélos la jette dans la mer ; selon d'autres, poursuivie, elle se précipite d’elle-même dans les flots. Trambélos succombe par la main d'Achille, qui mène des actes de piraterie et de pillage sur l'île de Lesbos, sans doute avant ou au début de la guerre de Troie . Alors qu'il expire, Achille prend connaissance de son identité et regrette d'avoir mis à mort Trambélos : attristé après avoir reconnu sa force et sa filiation à Télamon, Achille lui dresse un  hérôon sur le rivage ,. Aristobule de Cassandréia assure que l'eau de la « fontaine d'Achille », située sur le territoire de Milet, qui est très douce et qui cependant dépose un sédiment muriatique, est réputée par les Milésiens être la source dans laquelle Achille se purifie après avoir tué Trambélos.
Hésione est parfois considérée comme sa mère, dans l'ambiguïté du texte, prisonnière avec Théanéra, considérée comme la mère de Teucros ; la mère d'Ajax est Péribée, fille d'Alcathoos, descendante de Pélops, princesse de Mégare.